# Obosi
Obosi – miasto w Nigerii w stanie Anambra. Liczy około miliona trzystu tys. mieszkańców. Jest jednym z najgęściej zaludnionych miast zachodniej Afryki
W czasie wojny domowej w Nigerii pod koniec lat sześćdziesiątych miasto niemal całkowicie zrównano z ziemią.